# Кадровая служба Святого Престола
Кадровая служба Святого Престола — учреждение Римской курии. Ответственна за трудовые отношения Святого Престола с его служащими. Служба также улаживает трудовые проблемы, которые возникают. Служба была учреждена папой римским Иоанном Павлом II 1 января 1989 года, в его motu proprio Nel primo anniversario. В своем motu proprio La sollecitudine от 1994 года Иоанн Павел II дал согласие на преобразование статуса, который был дан Совету ad experimentum в 1989 году.

## Председатели Кадровой Службы Святого Престола
- кардинал Ян Питер Схотте (14 апреля 1989 — 10 января 2005);
- кардинал Франческо Маркизано (5 февраля 2005 — 3 июля 2009);
- епископ Джорджо Корбеллини (3 июля 2009 — 13 ноября 2019);
- монсеньор Алехандро Вильфредо Бунге (1 октября 2020 — 26 января 2022);
- епископ Джузеппе Шакка (26 января 2022 — 31 января 2025);
- монсеньор Марко Сприцци (31 января 2025 — по настоящее время).